# آخر أيام التوت (مسلسل)
آخر أيام التوت هو مسلسل تلفزيوني دارمي تاريخي حديث عائلي رومنسي وتشويق، من إنتاج مجموعة المركز العربي الإعلامية - الأردن، إنتاج عدنان العواملة، المنتج التنفيذي طلال العواملة، كتابة أحمد حامد، إخراج أحمد دعيبس، بطولة عبدالهادي الصباغ، أمل عرفة، عارف الطويل، وفاء الموصللي، وآخرون.
يتناول العمل قصة عائلة أبو عرب كثيرة الأفراد من أبناء وزوجات تجمعهم الألفة والدفء في حياة منسجمة متماسكة، إلا أن القدر كان يخبئ لهذه العائلة ما لم تتوقعه حيث يقتل الأب على يد شخص مجهول، تاركاً وراءه الأموال التي كانت سببا بتشتت أفراد الأسرة التي تاهت في غياهب الطمع واللاشيء.

## قصة المسلسل
تدور احداث المسلسل في حارة السبع طوالع في دمشق ، من خلال ذلك المجتمع المتحاب بشرائحة المختلفة المستويات، من خلال الألفة والود في قلوب الجميع وبشكل خاص عائلة أبو عرب التي تتألف من أبنائة عرب، سعدي، رضا، ضحكة بالإضافة للزوجات، وام عرب التي تسعى لبناء وصيانة هذة الأسرة العريقة، إلى أن يأتي يوم يقتل أبة عرب فيه على يد أحد الأشخاص. من هنا تبدأ الصراعات بين الأخوة لأجل الميراث ويزيد ناهر هذا الصراع بين النسوة اللواتي يتطلعن لمصالحهن الخاصة، مما يزيد في تفسخ هذه الأسرة التي طالما حاول أبو عرب الحفاظ عليها. العمل يحمل المشاعر الإنسانية، وعلاقات الحب الدافئة.

## بطولة
- عبد الهادي صباغ
- أمل عرفة
- وفاء موصللي
- عارف الطويل
- ليلى جبر
- أندريه سكاف
- أيمن رضا
- عبد المنعم عمايري
- عزة البحرة
- محمد خاوندي
- فوزي بشارة
- يوسف حرب
- سليم تركمان

زهير العمر
- خالد تاجا
- فارس الحلو
- سوسن ميخائيل
- رفيق السبيعي
- عبد الرحمن أبو القاسم
- هالة شوكت
- حسن دكاك
- عصام عبه جي
- هاني ناظر
- فؤاد البخش
- طارق صباغ

## الجوائز
حصل المسلسل على الجائزة البرونزية في مسابقة الإنتاج التلفزيوني، في مهرجان القاهرة للإعلام العربي لعام 2000.